# Anjou Izabella magyar királyné
Anjou Izabella (ismert még mint Szicíliai Erzsébet, olaszul: Elisabetta d’Angiò, franciául: Isabelle d’Anjou; Nápoly, 1261 – Nápoly, 1303. november 3.) a Capeting–Anjou-házból származó szicíliai királyi hercegnő, IV. László magyar király hitveseként Magyarország királynéja 1272-től férje 1290-ben bekövetkezett haláláig.

## Élete
I. Károly szicíliai király és első felesége, Beatrix provence-i grófnő legfiatalabb gyermekeként született. Apja 1269-ben Melfiben kettős házassági és kölcsönös segélynyújtási szerződést kötött a későbbi V. István magyar királlyal, melynek részeként Izabellát a trónörökös László herceggel jegyezték el, és a következő évben Magyarországra hozták. Eredeti nevét a magyar királyi udvarban a magyarosabb Erzsébetre cserélték fel. A kiskorú jegyesek valójában csak hivatalos alkalmakkor találkozhattak, és az Izabellával alig törődő anyakirályné, Kun Erzsébet szigorú felügyelete alatt nevelkedtek. Az esküvőt évekkel később, 1276 körül tartották meg, miután a felek elérték az egyházi törvények szerinti házasságkötési kort: Izabella esetében a tizenkettedik, László esetében a tizennegyedik életévet.

### Királynéként
Házassága szerencsétlen és boldogtalan volt, botrányos életű férje mellett sokat szenvedett. László kun szeretőket tartott, feleségével azonban nem volt hajlandó házaséletet élni még azt követően sem, hogy egyetlen öccse, András herceg 1278-ban meghalt. 1286-ban férje megfosztotta javadalmaitól és a margitszigeti kolostorba záratta, ahonnan csak 1287-ben Ladomér esztergomi érsek közbenjárására szabadult. Az érsek az 1287 végén összehívott budai országgyűlésen kiközösítette a királyt, egyúttal határozatot hozott a királyné birtokainak visszaadásáról. Ezek után László, megbánást színlelve, ígéretet tett az egyházi főméltóságoknak, hogy a jövőben teljesíteni fogja házastársi kötelezettségeit, és igyekezni fog áttéríteni a kunokat a keresztény vallásra, ám szószegést követett el, és tovább folytatta léha és erkölcstelen életmódját kun származású szeretőivel. Izabellával azonban kibékült, és a jogtalanul elfoglalt királynéi birtokokat 1289-ben visszafoglaltatta.

### Utolsó évei
Férje meggyilkolásának híre 1290 júliusában Esztergomban érte a királynét. Esztergomban maradt, és csak 1300-ban hagyta el az országot, amikor unokaöccsének fia, Károly Róbert Anjou hercege mint trónkövetelő lépett fel III. Andrással szemben. Többé nem ment férjhez, gyermekei sem születtek. Nápolyba tért vissza, ahol domonkos apáca lett. A nápolyi St. Pietro-monostorban temették el.